# Yarisley Silva
Yarisley Silva Rodríguez (Pinar del Río, 1º giugno 1987) è un'astista cubana, campionessa mondiale a Pechino 2015 e campionessa mondiale indoor a Sopot 2014.

## Record nazionali
Seniores
- Salto con l'asta: 4,91 m ( Beckum, 2 agosto 2015)
- Salto con l'asta indoor: 4,82 m ( Des Moines, 24 aprile 2013)

## Progressione

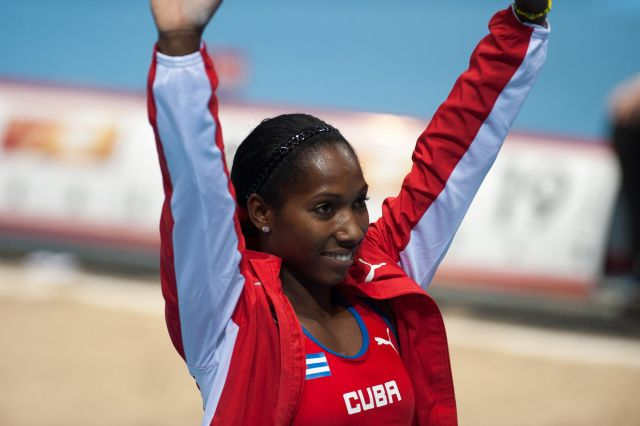
Yarisley Silva dopo il titolo mondiale indoor vinto a

### Salto con l'asta
| Stagione | Misura | Luogo          | Data       | Rank. Mond. |
| -------- | ------ | -------------- | ---------- | ----------- |
| 2018     | 4,75 m | Trani          | 8-7-2018   | 16ª         |
| 2017     | 4,81 m | Oslo           | 15-7-2017  | 7ª          |
| 2016     | 4,84 m | Birmingham     | 5-6-2016   | 9ª          |
| 2015     | 4,91 m | Beckum         | 2-8-2015   | 1ª          |
| 2014     | 4,70 m | New York       | 14-6-2014  | 5ª          |
| 2014     | 4,70 m | Roma           | 5-6-2014   | 5ª          |
| 2013     | 4,90 m | Hengelo        | 8-6-2013   | 2ª          |
| 2012     | 4,75 m | Londra         | 6-8-2012   | 5ª          |
| 2011     | 4,75 m | Guadalajara    | 24-10-2011 | 5ª          |
| 2010     | 4,40 m | L'Avana        | 11-2-2010  | 29ª         |
| 2009     | 4,50 m | L'Avana        | 23-5-2009  | 22ª         |
| 2008     | 4,50 m | L'Avana        | 8-2-2008   | 28ª         |
| 2007     | 4,30 m | Rio de Janeiro | 23-7-2007  | 65ª         |
| 2006     | 4,20 m | Matanzas       | 9-3-2006   | 79ª         |
| 2006     | 4,20 m | L'Avana        | 23-2-2006  | 79ª         |
| 2005     | 4,10 m | L'Avana        | 20-5-2005  | 136ª        |
| 2004     | 4,00 m | L'Avana        | 25-6-2004  | 175ª        |
| 2003     | 3,70 m | L'Avana        | 31-5-2003  | 464ª        |

### Salto con l'asta indoor
| Stagione | Misura | Luogo      | Data      | Rank. Mond. |
| -------- | ------ | ---------- | --------- | ----------- |
| 2013/14  | 4,70 m | Sopot      | 9-3-2014  | 10ª         |
| 2012/13  | 4,82 m | Des Moines | 24-4-2013 | 2ª          |
| 2011/12  | 4,72 m | Stoccolma  | 23-2-2012 | 5ª          |

## Palmarès

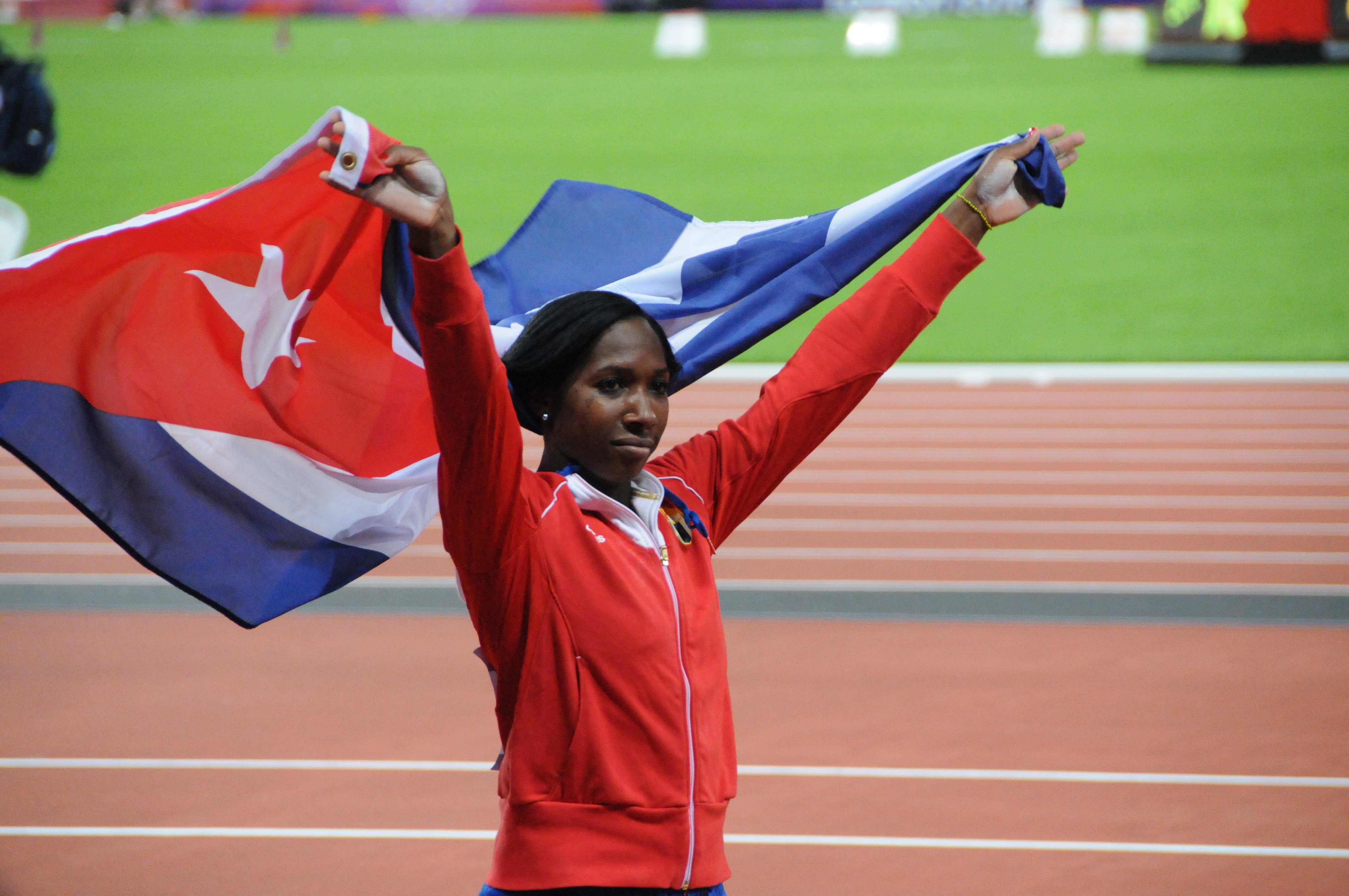
Yarisley Silva festeggia l'argento conquistato ai Giochi olimpici di

| Anno | Manifestazione      | Sede           | Evento           | Risultato | Prestazione | Note                                     |
| ---- | ------------------- | -------------- | ---------------- | --------- | ----------- | ---------------------------------------- |
| 2006 | Mondiali U20        | Pechino        | Salto con l'asta | nm (q)    | nm (q)      |                                          |
| 2006 | Giochi CAC          | Cartagena      | Salto con l'asta | Argento   | 3,95 m      |                                          |
| 2007 | Giochi panamericani | Rio de Janeiro | Salto con l'asta | Bronzo    | 4,30 m      |                                          |
| 2008 | Giochi olimpici     | Pechino        | Salto con l'asta | 27ª (q)   | 4,15 m      |                                          |
| 2009 | Campionati CAC      | L'Avana        | Salto con l'asta | Oro       | 4,40 m      | Record dei campionati                    |
| 2011 | Mondiali            | Taegu          | Salto con l'asta | 5ª        | 4,70 m      | Record nazionale                         |
| 2011 | Giochi panamericani | Guadalajara    | Salto con l'asta | Oro       | 4,75 m      | Record nazionale                         |
| 2012 | Mondiali indoor     | Istanbul       | Salto con l'asta | 7ª        | 4,55 m      |                                          |
| 2012 | Giochi olimpici     | Londra         | Salto con l'asta | Argento   | 4,75 m      | Record nazionale                         |
| 2013 | Mondiali            | Mosca          | Salto con l'asta | Bronzo    | 4,82 m      |                                          |
| 2014 | Mondiali indoor     | Sopot          | Salto con l'asta | Oro       | 4,70 m      | Miglior prestazione personale stagionale |
| 2014 | Giochi CAC          | Veracruz       | Salto con l'asta | Oro       | 4,60 m      | Record dei Giochi                        |
| 2015 | Giochi panamericani | Toronto        | Salto con l'asta | Oro       | 4,85 m      | Record dei Giochi Panamericani           |
| 2015 | Mondiali            | Pechino        | Salto con l'asta | Oro       | 4,90 m      |                                          |
| 2016 | Giochi olimpici     | Rio de Janeiro | Salto con l'asta | 7ª        | 4,60 m      |                                          |
| 2017 | Mondiali            | Londra         | Salto con l'asta | Bronzo    | 4,65 m      |                                          |
| 2018 | Mondiali indoor     | Birmingham     | Salto con l'asta | 7ª        | 4,60 m      | Miglior prestazione personale stagionale |
| 2018 | Giochi CAC          | Barranquilla   | Salto con l'asta | Oro       | 4,70 m      | Record dei Giochi                        |
| 2018 | Campionati NACAC    | Toronto        | Salto con l'asta | Argento   | 4,70 m      |                                          |
| 2019 | Giochi panamericani | Lima           | Salto con l'asta | Oro       | 4,75 m      | Miglior prestazione personale stagionale |
| 2019 | Mondiali            | Doha           | Salto con l'asta | 11ª       | 4,70 m      |                                          |
| 2021 | Giochi olimpici     | Tokyo          | Salto con l'asta | 8ª        | 4,50 m      |                                          |

## Altre competizioni internazionali
2018
- 4ª in Coppa continentale ( Ostrava), salto con l'asta - 4,55 m